# トニー・バーネット
アンソニー・リー・バーネット（Anthony Lee "Tony" Barnette, 1983年11月9日 - ）は、アメリカ合衆国アラスカ州アンカレッジ出身
の元プロ野球選手（投手）。右投右打。
愛称はバルニティエス。
2020年1月30日から東京ヤクルトスワローズの編成部アドバイザーに就任。

## 経歴

### プロ入りとダイヤモンドバックス傘下時代
2006年のMLBドラフト10巡目（全体297位）でアリゾナ・ダイヤモンドバックスから指名され、プロ入り。この年は傘下のパイオニアリーグのルーキー級ミズーラ・オスプレイで優勝を経験した。
2008年はAA級モービル・ベイベアーズで11勝7敗、防御率3.87を記録した。
2009年はAAA級リノ・エーシズで14勝8敗、防御率5.79を記録。シーズン終了後には、アリゾナ州の球団施設での練習中に、クローザーとしてNPBで活躍したマーク・クルーンからアメリカと日本のストライクゾーンの違いなどに関するレクチャーを受けた。

### ヤクルト時代
2010年1月7日にNPBの東京ヤクルトスワローズと1年契約を結んだ。オープン戦から先発投手として登板。4月2日の横浜ベイスターズ戦（明治神宮野球場）に先発投手として一軍公式戦初登板を果たすと、7回無失点2桁奪三振という内容で初勝利を挙げた。ヤクルトの外国人投手が来日初登板で初勝利を挙げたのは、2003年のジェイソン・ベバリン以来である。しかし、以降は乱調に陥ったため、一軍と二軍を何度も往復。このため、シーズン終了後には、NPBから一旦自由契約選手として公示された。
2011年は球団が先発投手として獲得を検討していた裵英洙がメディカルチェックに合格しなかったことを受けて、1月12日に再契約。公式戦の開幕後には、先発ローテーション枠との兼ね合いで救援要員に回ると、中継ぎで安定した投球を続けた。セットアッパーの松岡健一が戦線を離脱してからは、「勝利の方程式」に組み込まれるとともに、クローザー・林昌勇につなぐ役割でもっぱら8回に登板した。なお、次兄の急逝を受けて、5月16日にアメリカへ一時帰国。復帰後もセットアッパーとして活躍を続けたが、9月5日に右手首の剥離骨折で戦線を離脱すると、そのままシーズンを終えた。
2012年は林の不調などで開幕からクローザーに転じると、3月・4月の登板だけで10セーブを記録。また、シーズン初登板から、5月19日のオリックス・バファローズ戦で李大浩に本塁打を浴びるまで失点を許さなかった。このような活躍によって、オールスターゲームに、セントラル・リーグの監督推薦選手として初出場を果たした。レギュラーシーズン通算では、中日ドラゴンズの岩瀬仁紀と並んで33セーブを記録した末に、来日後初の最多セーブ投手になった。中日と対戦したクライマックスシリーズでは、第3戦で1点リードの8回途中から登板したが、トニ・ブランコに逆転満塁本塁打を浴びたことでチームのシリーズ敗退につながった。
2013年は前年に続いてクローザーを任されたが、4月に右内腹斜筋の肉離れで出場選手登録を抹消。再登録後も、一軍公式戦で失点を重ねた。9月以降は15試合の登板で、防御率0.00と復調。しかし、一軍公式戦全体では、1勝8敗7セーブ・防御率6.02という成績でシーズンを終えた。
2014年4月2日の広島東洋カープ戦の登板中に、打者走者へのタッチプレーで左十字靭帯を部分断裂。開幕直後から2か月以上の戦線離脱を余儀なくされた。6月に一軍へ復帰すると、7月5日の広島戦で自身11ヶ月ぶりのセーブを記録。9月に左脇腹の張りを訴えて再び戦線を離脱するまで、クローザーとして14セーブを挙げた。
2015年は新加入のローガン・オンドルセクとの競争の末に、クローザーの座を維持すると、公式戦の開幕直後から23試合連続無失点を記録。オールスターゲームには、セントラル・リーグの監督推薦選手として、来日後2回目の出場を果たした。レギュラーシーズンでは、前述のオンドルセク、秋吉亮、オーランド・ロマン、久古健太郎が揃った救援陣の一角を担いながら、チーム14年振りのリーグ優勝に貢献。セーブが付く場面での救援失敗（ブラウンセーブ）をわずか1回にとどめるほど好調で、呉昇桓（阪神タイガース）と共に41セーブを挙げた末に、来日後2回目の最多セーブ投手になった。また、ポストシーズンでは、巨人とのクライマックス ファイナルステージで2セーブを記録した。
なお、2015年でヤクルトとの契約期間を満了したことから、交渉代理人の団野村を通じてMLB移籍を模索。11月2日にポスティングシステムの利用を表明したが、12月6日（アメリカ東部時間）の交渉期限までに、MLB球団との契約が成立しなかった。ヤクルト球団では、バーネットへ残留を要請する方針の下に、12月2日付でNPBから公示された保留選手名簿にバーネットを記載。しかし、バーネット自身の意向やMLBの複数球団からの身分照会を受けて、移籍を事実上容認する姿勢に転じた。結局、保留選手名簿からの除外を経て、同月8日付でNPBから自由契約選手として公示された。

### レンジャーズ時代

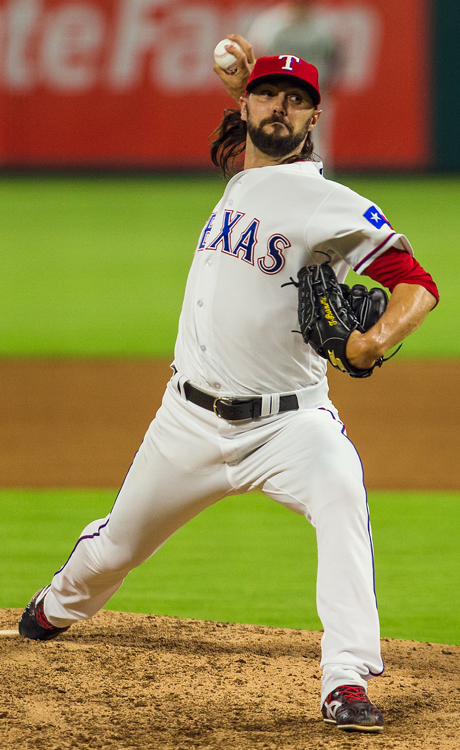
テキサス・レンジャーズ時代
（2016年6月20日）

2015年12月15日にテキサス・レンジャーズと2年契約を結んだことが、球団から発表された。バーネットにとっては初めてのメジャー契約で、3年目の契約については、球団が選択権を有する。
2016年4月5日の開幕2戦目のシアトル・マリナーズ戦で初登板を果たすが、ヤクルト時代の同僚だった青木宣親に適時打を打たれるなど2失点で敗戦投手となる、メジャーデビューとなった。しかし次第に適応して監督の信頼も勝ち取り、最終的には53試合にリリーフ登板して防御率2.09・7勝3敗15ホールド・WHIP1.16という好成績を記録して、チームの地区優勝に大きく貢献。特に、16回のホールド機会のうち失敗をわずか1回に留める安定感で、レンジャーズのブルペン陣の一角として欠かせない存在へと成長した。
2017年11月6日にFAとなったが、12月4日にレンジャーズと1年150万ドルで再契約を結んだ。

### カブス時代
2019年2月1日にシカゴ・カブスと1年契約を結んだが、MLB公式戦2試合に登板しただけで契約を満了。
2020年1月29日に、現役引退を表明した。

### 現役引退後
2020年1月30日付で、ヤクルト球団の編成部アドバイザーに就任。就任を打診された際、即決したという。アメリカを拠点に、外国人選手のスカウトやサポート役などを担うほか、日本国内でのキャンプを随時視察する。

## 投球スタイル
平均球速約148km/h、最速156km/hの速球（フォーシーム、ツーシーム、カットボール）とスライダー、平均球速約134km/hのチェンジアップを投げ分ける。
マイナー通算97試合登板の内96試合が先発での登板だったが、NPB2年目で中継ぎに回った2011年からは、ブルペン捕手の阿部茂樹の助言からフォーシーム、カットボール、ツーシームを軸とした投球スタイルに変え、制球が安定し高い奪三振率を誇っている。
さらに2013年終盤からは前述の速球系主体のピッチングスタイルに加え、空振り率が高く被打率も低いナックルカーブを交えて、より緩急をつけるようになった。

## 人物
ヤクルトには2010年から2015年までの延べ6年間在籍した。
非常に気さくな性格で、ジョークが好きなナイスガイ。チーム愛が非常に強い。雄平が引退を表明した時は、惜別の言葉を寄せていた。
尿酸値が高く、ヤクルト時代の2010年シーズン中には、痛風を発症したことで出場選手登録を抹消された。
ハリウッド俳優顔負けの端正な顔立ちが特徴で、ヤクルト時代には、外国人選手ながら女性ファン人気が高かった。テレビ中継で実況解説陣が容姿に触れることも多く、2010年シーズン前に初訪日した際には、空港でバーネットの姿を目撃した千葉ロッテマリーンズ広報の梶原紀章が「格好良すぎる」と絶賛していた。
父親がリトルリーグのコーチで、2人の兄も野球少年だった事から自然と野球をやるようになった。2014年に娘が産まれ、父親になった。妻の出産のために一時帰国し再訪日した際には、「世界中で一番かわいいよ。生まれてきてくれたことに幸せを感じるし、人生の中で特別な経験になったね」と満面の笑みで語った。
試合を締めくくると吠えながらガッツポーズを何度もすることが多く（大事な試合であるほど動作が大きい）、その行動が「ダンス」と評されることがある。
ヤクルト時代に登板した試合では、退場処分を一度も受けていないが、短気な性格ゆえに、以下のようにトラブルを起こしたことががある。
- 2013年4月17日の対中日戦では、二死一・二塁で打者のエクトル・ルナが三塁方向へゴロを放つ。宮本慎也はこれを二塁へ送球したが判定はセーフ（この時の一塁走者は俊足の大島洋平だった）。大島が二塁でアウトになったと思った森岡良介の判断が遅れ、二塁走者の岩﨑恭平に本塁を陥れられ勝ち越し点を奪われた。その際に二塁セーフの判定を下した二塁塁審の橋本信治に激怒。仕切り直して、続く松井佑介に左越3点本塁打を浴び、その後再びマウンドから再び橋本に激怒。橋本もバーネットに詰め寄りあわや退場の騒ぎを起こした[30]。
- 2014年6月25日の対ロッテ戦の9回表には、ロッテの打者のルイス・クルーズが左翼に本塁打を放ちベースを回っていたところ、バーネットがクルーズに対しその場で「点差を見てみろさっさと走れ(クルーズが本塁打を放った時点で14対3とロッテがリード）」とクルーズに激怒した。クルーズもこれに応酬し、クルーズがホームベースを踏んだ後バーネットと言い合いとなり、一触即発の事態となった。
- 2014年8月19日の対巨人戦では、九回の表の守備で長野久義が打った左翼線の打球をアキレス腱痛を抱えていたウラディミール・バレンティンがうまく処理できず、その間に打者走者の長野は二塁まで進塁した。これがもとで同点に追いつかれたことからチェンジ後にバーネットがバレンティンに激怒したことから両者揉み合いになった。その後の九回裏には、バレンティンがボール球に手を出してショートゴロで凡退。ベンチからロッカールームに引き上げる際、再びベンチでバーネットと乱闘騒ぎになった[31]。なお、このシーンはテレビでも流された（バレンティンとは後に和解）。

レンジャーズへの移籍後も、各種メディアのインタビューに対して、ヤクルトへの恩義と感謝の気持ちを絶やさない姿勢が伝わるコメントを披露。そのような姿勢（人柄）をも含めて、レンジャーズのファンの心をがっちりと掴んだとのことである。

## 詳細情報

### 年度別投手成績
| 年 度    | 球 団    | 登 板 | 先 発 | 完 投 | 完 封 | 無 四 球 | 勝 利 | 敗 戦 | セ 丨 ブ | ホ 丨 ル ド | 勝 率 | 打 者 | 投 球 回 | 被 安 打 | 被 本 塁 打 | 与 四 球 | 敬 遠 | 与 死 球 | 奪 三 振 | 暴 投 | ボ 丨 ク | 失 点 | 自 責 点 | 防 御 率 | W H I P |
| -------- | -------- | ----- | ----- | ----- | ----- | -------- | ----- | ----- | -------- | ----------- | ----- | ----- | -------- | -------- | ----------- | -------- | ----- | -------- | -------- | ----- | -------- | ----- | -------- | -------- | ------- |
| 2010     | ヤクルト | 16    | 15    | 0     | 0     | 0        | 4     | 5     | 0        | 0           | .444  | 376   | 79.2     | 99       | 9           | 41       | 1     | 4        | 70       | 2     | 0        | 55    | 53       | 5.99     | 1.76    |
| 2011     | ヤクルト | 48    | 0     | 0     | 0     | 0        | 1     | 1     | 2        | 22          | .500  | 199   | 47.0     | 43       | 2           | 13       | 1     | 4        | 54       | 0     | 0        | 14    | 14       | 2.68     | 1.19    |
| 2012     | ヤクルト | 57    | 0     | 0     | 0     | 0        | 1     | 2     | 33       | 3           | .333  | 213   | 54.1     | 44       | 4           | 11       | 0     | 2        | 52       | 2     | 0        | 15    | 11       | 1.82     | 1.01    |
| 2013     | ヤクルト | 47    | 0     | 0     | 0     | 0        | 1     | 8     | 7        | 14          | .111  | 176   | 40.1     | 36       | 4           | 19       | 2     | 2        | 62       | 0     | 0        | 29    | 27       | 6.02     | 1.36    |
| 2014     | ヤクルト | 33    | 0     | 0     | 0     | 0        | 1     | 2     | 14       | 4           | .333  | 132   | 32.1     | 27       | 4           | 11       | 2     | 0        | 42       | 0     | 0        | 12    | 12       | 3.34     | 1.18    |
| 2015     | ヤクルト | 59    | 0     | 0     | 0     | 0        | 3     | 1     | 41       | 6           | .750  | 246   | 62.2     | 37       | 1           | 19       | 0     | 3        | 56       | 1     | 0        | 10    | 9        | 1.29     | 0.90    |
| 2016     | TEX      | 53    | 0     | 0     | 0     | 0        | 7     | 3     | 0        | 15          | .700  | 246   | 60.1     | 54       | 4           | 16       | 1     | 4        | 49       | 6     | 0        | 16    | 14       | 2.09     | 1.16    |
| 2017     | TEX      | 50    | 0     | 0     | 0     | 0        | 2     | 1     | 2        | 4           | .667  | 252   | 57.1     | 64       | 7           | 22       | 4     | 2        | 57       | 4     | 0        | 36    | 35       | 5.49     | 1.50    |
| 2018     | TEX      | 22    | 0     | 0     | 0     | 0        | 2     | 0     | 0        | 1           | 1.000 | 104   | 26.1     | 19       | 2           | 5        | 0     | 2        | 26       | 0     | 0        | 11    | 7        | 2.39     | 0.91    |
| 2019     | CHC      | 2     | 0     | 0     | 0     | 0        | 0     | 0     | 0        | 0           | .000  | 5     | 1.1      | 2        | 1           | 0        | 0     | 0        | 0        | 0     | 0        | 1     | 1        | 6.75     | 1.50    |
| NPB：6年 | NPB：6年 | 260   | 15    | 0     | 0     | 0        | 11    | 19    | 97       | 49          | .367  | 1342  | 316.1    | 286      | 24          | 114      | 6     | 15       | 336      | 5     | 0        | 135   | 126      | 3.60     | 1.26    |
| MLB：4年 | MLB：4年 | 127   | 0     | 0     | 0     | 0        | 11    | 4     | 2        | 20          | .733  | 607   | 145.1    | 139      | 14          | 43       | 5     | 8        | 132      | 10    | 0        | 63    | 56       | 3.53     | 1.25    |

- 各年度の太字はリーグ最高

### タイトル
NPB
- 最多セーブ投手：2回 （2012年、2015年）

### 表彰
NPB
- JA全農Go・Go賞 （救援賞：2012年6月）
- 月間MVP：1回（投手部門：2015年7月）

### 記録
NPB投手記録
- 初登板・初先発・初勝利：2010年4月2日、対横浜ベイスターズ1回戦（明治神宮野球場）、7回無失点
- 初奪三振：同上、1回表に内川聖一から空振り三振
- 初ホールド：2011年4月16日、対横浜ベイスターズ2回戦（明治神宮野球場）、8回表に2番手で救援登板、1回無失点
- 初セーブ：2011年8月18日、対横浜ベイスターズ14回戦（明治神宮野球場）、9回表に5番手で救援登板・完了、1回無失点
- 1球セーブ：2015年4月17日、対横浜DeNAベイスターズ4回戦（明治神宮野球場）、9回表2死2、3塁に2番手で救援登板・完了、梶谷隆幸を投直（セ・リーグ31人目、通算35度目）

NPB打撃記録
- 初打席：2010年4月2日、対横浜ベイスターズ1回戦（明治神宮野球場）、2回表に寺原隼人から二塁ゴロ
- 初安打：2010年6月4日、対埼玉西武ライオンズ3回戦（明治神宮野球場）、5回裏に帆足和幸から右前安打

NPBその他記録
- オールスターゲーム出場：2回 （2012年、2015年）
- 外国人投手としてのシーズン最多セーブ： 41（2015年）　※マーク・クルーン（2008年）、呉昇桓（2015年）と並びセ・リーグ記録

MLB投手記録
- 初登板：2016年4月5日、対シアトル・マリナーズ2回戦（アーリントン）、7回表から2番手で救援登板、2/3回2失点で敗戦投手
- 初奪三振：同上、7回表にルイス・サーディナスから空振り三振
- 初ホールド：2016年4月8日、対ロサンゼルス・エンゼルス1回戦（エンゼル・スタジアム・オブ・アナハイム）、8回裏に3番手で救援登板、1/3回無失点
- 初勝利：2016年5月2日、対トロント・ブルージェイズ1回戦（ロジャーズ・センター）、7回裏から2番手で救援登板、1回無失点
- 初セーブ：2017年8月23日、対ロサンゼルス・エンゼルス12回戦（エンゼル・スタジアム・オブ・アナハイム）、10回裏に5番手で救援登板・完了、1回無失点

### 背番号
- 64（2010年）
- 34（2011年 - 2015年）
- 43（2016年 - 2019年）

### 登場曲
- 「Sharp Dressed Man」ZZ Top
- 「Panama」Van Halen